# 島田政雄
島田 政雄（しまだ まさお、1912年3月31日 - 2004年12月27日）は、日本の中国研究者、翻訳家。
鳥取県生まれ。鳥取第一中学校卒。1949年日中友好協会創立に参加。のち協会顧問を務める。
1950年代前半には、雑誌『人民文学』の編集にかかわった。

## 著書
- 『嵐に立つ中国文化』国際出版 1948
- 『中国新文学入門』ハト書房 1952
- 『若い日の友情と恋愛』文理書院 1956
- 『チベット その歴史と現代』三省堂 1978
- 『四十年目の証言』窓の会 窓叢書 1990

### 翻訳
- 黄谷柳『蝦球物語』実藤恵秀共訳 三一書房 1950　のち青木文庫
- 周而復『医師バツーン』青銅社 1951
- 趙樹理『李家荘の変遷』三好一共訳 ハト書房 1951　のち青木文庫
- 蕭三『青年毛沢東』玉嶋信義共訳 青銅社 1952
- 魯迅芸術学院文工団 集団創作『白毛女』島田政雄等集団翻訳 未来社 1952
- 周揚（中国語版）編『マルクス主義文学論』岩上順一共訳 三一書房 1954
- 楊沫『青春の歌』第1-3 三好一共訳 至誠堂 1960
- 趙自『鉄窓烈火 王孝和の生涯』新日本出版社 1961
- 中国共産党萍郷炭鉱委員会編『物語中国労働運動史 第1 安源炭鉱物語 若き日の毛沢東・劉少奇』編訳 新日本出版社 1962
- 長辛店機関車車輛工場工場史編纂委員会編『物語中国労働運動史 2 長辛店鉄道物語 北方の赤い星』編訳 新日本出版社 1963
- 中国共産党上海楊樹浦発電所委員会編『物語中国労働運動史 3 赤いバリケード 上海発電所物語』佐藤峰男共訳 新日本出版社 1965
- 馬憶湘『赤軍の娘』伊藤克共訳 青年出版社 1965
- 楊朔（中国語版）『長白山脈を越えて』新日本出版社 中国革命文学選 1965
- 鄭加真『北大荒賛歌』伊藤克共訳 青年出版社 1973
- 李雲徳『沸きたつ群山』さねとうけいしゅう共訳 東方書店 現代中国革命文学集 1972-74
- 鄭加真『太陽に向かって』伊藤克共訳 青年出版社 1977
- 馬憶湘『長征の娘』伊藤克共訳 青年出版社 1977

## 論文
- >島田政雄